# Kamaitachi no Yoru
Banshee's Last Cry
Kamaitachi no Yoru (かまいたちの夜, litt. « La Nuit du Kamaitachi »), aussi connu sous son titre anglais Banshee's Last Cry, est un jeu vidéo de type aventure et sound novel développé et édité par Chunsoft, sorti en 1994 sur Super Nintendo puis sur Windows, navigateur, PlayStation, Console virtuelle (Wii U), Game Boy Advance, PlayStation Vita, téléphone mobile, iOS et Android. La version anglaise du jeu sortie sur Android et iOS en 2014 éditée par Aksys Games fut traduite par Jeremy Blaustein (en).
Ce jeu est le deuxième sound novel de Chunsoft et a incité une myriade d'autres sociétés à développer des jeux similaires. Le terme « sound novel » est une marque déposée, mais créa un genre de jeu éponyme. Le jeu a été un succès commercial. Il s'est vendu à 750 000 unités sur Super Nintendo et à plus de 400 000 unités sur PlayStation. En avril 2002, il était dit que le jeu s'est vendu à 1,25 million d'unités avec les nouvelles versions et les portages.

## Système de jeu
Le jeu est un sound novel, un genre de jeu fondé sur le jeu d'aventure graphique dont la caractéristique principale est de mettre l'accent sur la lecture plutôt que sur la résolution de problèmes « complexes » — jouer à des mini-jeux par exemple —, le texte couvrant généralement la totalité de l'écran et les autres éléments visuels étant souvent relégués au second plan ou de style minimaliste. Comme on peut s'y attendre vu le nom du genre, le son et la musique sont fortement utilisés pour immerger le joueur dans l'histoire. Ce jeu présentant des choix — certains sound novels n'en proposent pas —, les interactions se limitent à lire le récit, se laisser porter par les sons et musiques d'ambiance et à faire des choix.

## Synopsis
L'histoire gravite autour de Tōru et de sa petite amie Mari, qui sont soudainement entraînés dans une horrible et mystérieuse affaire de meurtre alors qu'ils sont en vacances dans un chalet. La première partie du jeu consiste en une enquête dudit crime. D'autres meurtres se produisent si le joueur ne parvient pas à trouver d'indices et l'histoire se termine par une fin digne d'un film d'horreur.

## Développement

### Musique
Kōjirō Nakashima et Kōta Katō ont composé les musiques du jeu. La bande sonore gagna une popularité importante et fut réutilisée dans des émissions de télévision parlant de la secte Aum Shinrikyō. C'est notamment l'arrière-plan utilisé dans le jeu lorsque le joueur doit accuser quelqu'un du meurtre qui a été utilisé. Deux chansons, « Sequence » et « Two People Return Alive » ont été orchestrées pour le quatrième volume des Orchestral Game Music Concerts. 

### Graphismes
Des photographies ont été utilisées pour les arrière-plans, notamment pour le pavillon à Hakuba, Nagano. Les exceptions sont le fond des salles de bain et la cave à vin, ici, des miniatures ont été utilisées. Tous les personnages ont des silhouettes animées. Le jeu juxtapose des personnages simples à des photographies, celui-ci utilise donc la technique du masquage.
La localisation anglaise a modifié les décors, y compris ceux situés en Colombie-Britannique. 

## Postérité

### Portages

#### Versions
Le jeu a été porté sur PlayStation le 3 décembre 1998 et sur Game Boy Advance le 28 juin 2002. Il est sorti sur SoftBank Mobile le 1er avril 2002, et sur Microsoft Windows le 1er juillet 2002. Il est sorti sur i-mode le 30 janvier 2004. L'histoire a subi des changements mineurs par rapport au scénario de Kamaitachi no Yoru × 3 pour PlayStation 2. Aksys Games a sorti le jeu en anglais pour iOS le 24 janvier 2014, sous le titre Banshee's Last Cry.

#### Différences entre les versions

##### Version PlayStation
- Un organigramme a été ajouté et les choix ont été colorés en fonction des choix effectués lors des précédentes parties. Le joueur peut rejouer les scènes.
- Des vibrations ont été ajoutées.
- Deux histoires ont été ajoutées.
- Changements dans les façons de déblocage des histoires supplémentaires et des parodies.
- Amélioration des graphismes.
- Ajout d'informations de fond sur les personnages.

##### Version Game Boy Advance (comparaison avec la version PlayStation)
- Les personnages ont été remplacés par ceux de la suite.
- Un message publicitaire pour la suite peut être débloqué.
- Pas de vibration.
- Deux histoires supplémentaires ont été exclues à cause du manque de place sur support cartouche.
- Quelques changements mineurs dans le scénario.

### Ventes
Le jeu a été un succès commercial. Il s'est vendu à 750 000 unités sur Super Nintendo et à plus de 400 000 unités sur PlayStation,. En avril 2002, il était dit que le jeu s'est vendu à 1,25 million d'unités avec les nouvelles versions et les portages.

### Œuvres connexes

#### Feuilleton radiophonique
Un feuilleton radiophonique fut commercialisé sur CD. Les mêmes personnages apparaissent dans un scénario différent avec des armes biochimiques. Il met en scène Hikaru Midorikawa et Yumi Tōma.

#### Série télévisée
Cette série de deux heures a été produite par Tokyo Broadcasting System et a été diffusée le 3 juillet 2002. La sortie de Kamaitachi no Yoru 2 était prévue pour le 18 juillet de la même année et la première édition du jeu contient un DVD bonus contenant l'intégralité de la série. Comme le feuilleton radiophonique, la série télévisée n'est pas une reproduction fidèle de l'histoire du jeu (le synopsis étant que des fans se réunissent pour tourner une adaptation cinématographique du jeu, lorsque l'un des membres de l'équipe est tué). Elle a recréé l'atmosphère tendue et mystérieuse. 

#### Concours d'écriture
Le concours a été annoncé dans le guide officiel. Les lecteurs étaient conviés à écrire leur scénario inspiré du jeu. Relativement peu de personnes purent envoyer un scénario complet. Dix d'entre eux ont été publiés dans un livre intitulé Anata dake no Kamaitachi no Yoru (あなただけのかまいたちの夜, litt. « Votre propre nuit du Kamaitachi »). Le livre a été un succès, malgré le fait qu'il ne s'adressait qu'à ceux qui avait déjà joué au jeu. Des prix ont été décernés aux écrivains dont les compositions ont été publiées au sein du livre. Un concours similaire a été lancé à l'occasion de la sortie de Kamaitachi no Yoru 2. Le livre concernant le premier volet a été épuisé après plusieurs années, mais a été réédité après la sortie de la suite.

## Accueil
- Famitsu : 30/40 (SNES)[5] - 31/40 (GBA)[6]

## Voir également
- Sound Novel (série de jeux vidéo)

- Otogirisō (en)
- Machi (jeu vidéo) (en)
- 428: Shibuya Scramble